# Unterbreitenau (Geslau)
Unterbreitenau ist ein Gemeindeteil der Gemeinde Geslau im Landkreis Ansbach (Mittelfranken, Bayern). Unterbreitenau liegt in der Gemarkung Schwabsroth.

## Geografie
Der Weiler liegt am Hirtenbachl, einem linken Zufluss des Froschbächleins, der mit weiteren Bächen zum Hagenbach zusammenfließt. 0,75 km nordwestlich liegt das Waldgebiet Prell, 0,25 km südwestlich liegt das Roßholz. 0,75 km nordöstlich erhebt sich der Ameisberg (510 m ü. NHN). Eine Gemeindeverbindungsstraße führt zur Kreisstraße AN 7 bei Oberbreitenau (0,6 km westlich) bzw. nach Morlitzwinden (1,2 km südöstlich).

## Geschichte
Im 16-Punkte-Bericht des brandenburg-ansbachischen Oberamts Colmberg aus dem Jahr 1608 wurden für Unterbreitenau acht Mannschaften verzeichnet, die alle die Reichsstadt Rothenburg als Grundherrn hatten. Das Hochgericht übte das Vogtamt Colmberg aus. Im 16-Punkte-Bericht des Oberamts Colmberg aus dem Jahr 1681 waren die grundherrschaftlichen Verhältnisse für Unterbreitenau unverändert. Das Hochgericht wurde jedoch von Hohenlohe-Schillingsfürst strittig gemacht, was erst 1710 durch einen Vertrag zugunsten des Vogtamts Colmberg beigelegt werden konnte.
Gegen Ende des 18. Jahrhunderts gab es in Unterbreitenau 7 Anwesen (1 Hof, 1 Halbhof, 5 Köblergüter) und ein Brechhaus der Kommune. Das Hochgericht übte das Vogtamt Colmberg aus. Die Dorf- und Gemeindeherrschaft und die Grundherrschaft über alle Anwesen hatte die Reichsstadt Rothenburg. Von 1797 bis 1808 unterstand der Ort dem Justizamt Leutershausen und Kammeramt Colmberg.
Im Rahmen des Gemeindeedikts wurde Unterbreitenau dem 1808 gebildeten Steuerdistrikt Schwabsroth und der 1810 gegründeten Ruralgemeinde Schwabsroth zugeordnet. Am 1. Januar 1972 wurde Unterbreitenau im Zuge der Gebietsreform in Bayern nach Geslau eingemeindet.

### Baudenkmäler
- Haus Nr. 3: Bauernhof; stattliches breitgelagertes Wohnstallhaus, bezeichnet „1849“; Scheune und Austragshaus, mit Relieftafel, bezeichnet „1923“.[13]
- Haus Nr. 6: Bauernhof; stattliches erdgeschossiges Wohnstallhaus, Fachwerk, bezeichnet „1840“; Fachwerkscheune mit Schopfwalm, bezeichnet „1856“.[13]

### Einwohnerentwicklung
| Jahr      | 001818 | 001840 | 001861 | 001871 | 001885 | 001900 | 001925 | 001950 | 001961 | 001970 | 001987 |
| Einwohner | 30     | 43     | 39     | 44     | 43     | 42     | 35     | 48     | 30     | 34     | 21     |
| Häuser    | 13     | 8      |        |        | 7      | 7      | 7      | 7      | 7      |        | 7      |
| Quelle    | [ 15 ] | [ 16 ] | [ 17 ] | [ 18 ] | [ 19 ] | [ 20 ] | [ 21 ] | [ 22 ] | [ 23 ] | [ 24 ] | [ 1 ]  |

## Religion
Der Ort ist seit der Reformation evangelisch-lutherisch geprägt und war ursprünglich nach St. Maria und Michael (Kirnberg) gepfarrt, seit Ende des 19. Jahrhunderts ist die Pfarrei St. Maria Magdalena (Gastenfelden) zuständig. Die Einwohner römisch-katholischer Konfession sind nach St. Johannis (Rothenburg ob der Tauber) gepfarrt.